# Danielle Savre
 (novembre 2020).
Si vous disposez d'ouvrages ou d'articles de référence ou si vous connaissez des sites web de qualité traitant du thème abordé ici, merci de compléter l'article en donnant les références utiles à sa vérifiabilité et en les liant à la section « Notes et références ».
Danielle Kathleen Savre est une actrice, réalisatrice et chanteuse américaine, née le 26 août 1988 et originaire de Simi Valley en Californie.
Elle est connue pour son rôle de Maya Bishop dans la série télévisée américaine Grey's Anatomy : Station 19, le second spin-off de Grey's Anatomy.

## Biographie
Elle grandit en Californie auprès de ses parents et de sa sœur aînée Stéphanie. Ses parents l'encouragent à suivre ses études à l'université avant d'aller à Hollywood.

### Carrière
Très jeune, elle commence à tourner dans des publicités commerciales américaines, K-Mart, Malibu Barbie, Cingular, Toyota. Cette expérience lui permet de faire des apparitions dans des séries télévisées.
A l'âge de douze ans, elle a tenu un rôle dans la série Murphy's Dozen aux côtés de Brittany Snow et Chad Michael Murray. Elle a notamment fait une apparition dans Parents à tout prix et X-Files : Aux frontières du réel. Mais c'est grâce à son rôle dans Summerland, dans laquelle elle jouait Callie la petite amie de Bradin (Jesse McCartney) que sa carrière a décollé. En 2006, elle obtient le premier rôle dans la série Kaya (en) de MTV où elle interprète la chanteuse d'un groupe de rock aux côtés de Cory Monteith, vu dans la série Glee. Elle a tourné dans le film American Girls 3 aux côtés de Hayden Panettiere, dans In the Land of Women (2007), The final season (2007) et son nouveau film dont elle tient le rôle principal, Boogeyman 2 est sorti en 2007 au cinéma.
En plus de jouer la comédie, Danielle est aussi chanteuse. Elle a fait partie d'un groupe appelé Sweet Obsession et d'un autre groupe plus tard, Trinity (2005). Danielle a une grande passion pour le sport qu'elle pratique très souvent inclus le football, la gymnastique, le surf, le ski, le snowboard, le patin à glace et la danse.
En octobre 2017, elle rejoint le casting de la série Grey's Anatomy : Station 19, le second spin-off de Grey's Anatomy dans le rôle de Maya Bishop, aux côtés de Jaina Lee Ortiz, Jason George et Grey Damon. La série est diffusée depuis le 22 mars 2018 sur ABC.
En 2021, elle a dirigé son premier court métrage, HEaRD, dans lequel elle délivre un message sur le consentement.
En 2023, elle a l'occasion de réaliser l'épisode 16 de la saison 6 de Station 19.

### Vie privée
En 2021, elle fait don de ses ovules à son meilleur ami, Chris Odgen-Harkins et son époux pour qu'ils puissent fonder une famille.
Dans une interview en mai 2022, à Milan, elle révèle qu'elle fait partie de la communauté LGBTQ+.
Actuellement en couple avec un acteur de la série Grey's Anatomy, Kevin McKidd.

## Filmographie

### Cinéma
- 2007 : In the Land of Women : Hayley Duncan
- 2007 : The Final Season (en) de David M. Evans : Cindy Iverson
- 2007 : Boogeyman 2 : Laura Porter
- 2009 : American Primitive (en) : Madeline Goodhart*
- 2015 : Adulterers : Ashley
- 2018 : Peur bleue 2 : Dr Misty Calhoun

### Télévision
- 2001 : Murphy's Dozen : Cassidy
- 2001 : One on One : Brittany
- 2002 : X-Files : Aux frontières du réel : Marcia Brady
- 2002-2004 : Parents à tout prix : Hannah/Courtney
- 2004 : Les Experts : Amy Keaton
- 2004-2005 : Summerland : Callie
- 2005 : Charmed : Glamour Phoebe Halliwell
- 2005 : The Closer : L.A. enquêtes prioritaires : Gretchen Schiller (saison 1, épisode 5)
- 2006 : You've Reached the Elliotts : Amanda Elliott
- 2006 : Malcolm : Heidi
- 2006 : Close to Home : Juste Cause : Amanda Roth
- 2006 : American Girls 3 : Brianna
- 2006 : Heroes : Jacqueline « Jackie » Wilcox
- 2007 : Kaya (en) : Kaya
- 2008 : Un été pour grandir : Jenny
- 2009 : Les Experts : Miami : Ashley Tanner
- 2010 : Outlaw (en) : Lori Farwell
- 2011 : The Glades : Jolene
- 2012 : L'Intouchable Drew Peterson : Chloe Roberts
- 2012 : Hollywood Heights : Lia
- 2014 : Jarhead 2
- 2014 : Supernatural : Margo Lassiter
- 2015 : Un taxi inquiétant
- 2016 : Blue Bloods : Emily Harrison
- 2016-2017 : Too Close to Home (en) : Anna (rôle principal)[5]
- 2018-2024 : Grey's Anatomy : Station 19 : Maya Bishop (rôle principal)

### Réalisation
- 2021 : HEaRD (court-métrage)
- 2023 : Dirty Laundry, épisode 16 de la saison 6 de Station 19[4].